# Manifest
Un archivo de manifiesto, archivo MANIFEST, manifiesto o archivo manifiesto en informática es un archivo con los metadatos de un grupo de archivos adjuntos que forman parte de un conjunto o unidad coherente. Por ejemplo, los archivos de un programa de ordenador pueden tener un manifest que describa el nombre, número de versión, licencia y los archivos que forman parte del programa.
En la plataforma Java un archivo manifest es un archivo específico contenido en un archivo JAR. Se usa para definir datos relativos a la extensión y al paquete. Es un archivo de metadatos llamado MANIFEST.MF y organizado con pares nombre-valor organizado en diferentes secciones. Si se pretende usar el archivo JAR como ejecutable, el archivo de manifest debe especificar la clase principal de la aplicación.
- Datos: Q900856